# Șezătoare
În tradiția românească, șezătoarea este o adunare de mici dimensiuni specifică mediului rural, care are loc în serile de iarnă. Cei care participă la șezătoare lucrează, cântă, povestesc și joacă anumite jocuri sociale. Ciclul anual al șezătorilor are loc după terminarea muncilor agricole. El începe înainte de postul Crăciunului și se încheie înainte de postul Paștelui.
Este o  datină veche, o adunare formată din oameni de la țară, fiind numită în unele regiuni și furcărie, habă, habără, sau sideancă. În limba maghiară era denumită fonó (furcărie).
Ea avea loc în nopțile de iarnă, când se petrecea lucrând și spunând povești, ghicitori și glume. 
Șezătoarea era organizată de obicei în perioada iernii (în numeroase sate, frecvența acestora depășea 3 seri pe săptămână), când munca de la câmp înceta. Seara după cină, un grup de fete se adunau la un loc, „la gura sobei și la lumina unei lămpi, într-o casă apropiată (de regulă în casa unei văduve singure cu care fetele se tocmeau), își torceau fuiorul de cânepă și caierul de lână”.
Aici avea loc și schimb de informații despre evenimentele petrecute în viața satului, sau era un prilej de încheiere a viitoarelor căsătorii.
- Tot șezătoare mai este denumită și o întrunire, reuniune, cenaclu, serată muzicală sau literară. Asemenea reuniuni literare au avut un rol însemnat în crearea și transmiterea folclorului literar. Astfel Șezătoarea, revistă de literatură și folclor apărută cu intermitențe între 1892-1929 la Fălticeni sub conducerea lui Arthur Gorovei, a fost una dintre cele mai[formulare evazivă] importante reviste de acest fel din țară.
- Șezătoare mai era denumită o scândură fixată între tălpile războiului, pe care șade țesătoarea când țese, sau locul unde se odihnesc vitele la amiază, când sunt la pășune.
- O denumire mai rar folosită este termenul piatră șezătoare care este piatra fixă din sistemul celor două roți ale morii, sau locul pe care șade, este așezată o persoană.